# Frieda von Richthofen

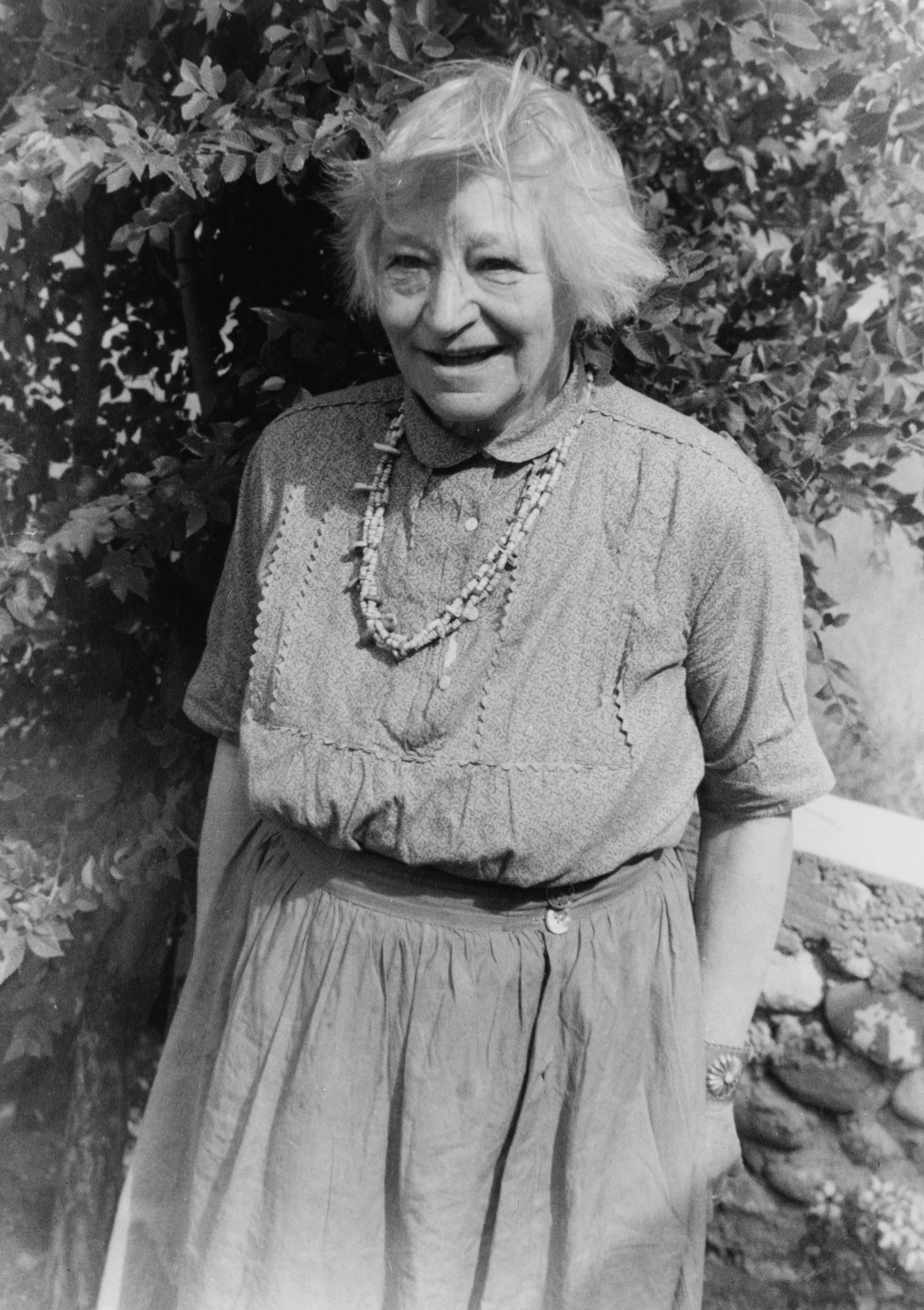
Frieda von Richthofen in 1950

Emma Maria Frieda Johanna Freiin von Richthofen (Metz, 11 augustus 1879 – Taos (New Mexico), 11 augustus 1956) was een Duits-Amerikaans vertaalster en schrijfster. Zij heeft bekendheid gekregen door haar relatie en latere huwelijk met de Engelse schrijver D.H. Lawrence.
Tijdens haar leven kwam zij vooral door toedoen van haar zuster in contact met allerlei intellectuelen zoals de Duitse socioloog Max Weber.

## Levensloop
Von Richthofen, afkomstig uit een adellijk milieu, was oorspronkelijk getrouwd met de Britse hoogleraar Ernest Weekley. Tezamen kregen ze drie kinderen. Tijdens dit huwelijk vertaalde zij Duitse literatuur in het Engels.
In 1912 kreeg ze een verhouding met Lawrence die ze had leren kennen van haar studie aan het Nottingham University College, alwaar ook haar man lesgaf. Hun liefdesrelatie leidde ertoe dat Von Richthofen haar man verliet en samen met Lawrence naar Duitsland ging. Deze werd daar beschuldigd van spionage. Op voorspraak van Von Richthofens vader werd hij echter vrijgelaten en vertrok het stel via de Alpen en Italië naar Groot-Brittannië. In de zomer van 1914 na haar officiële echtscheiding trouwde ze met hem.
Ondertussen was de Eerste Wereldoorlog uitgebroken en had het kersverse echtpaar zich in Cornwall gevestigd. Daar werd Frieda Lawrence-von Richthofen op haar beurt ervan beschuldigd een spion te zijn. Via het op een bepaalde manier ophangen van de was zou ze geheime boodschappen doorgeven aan de Duitse U-boten. Alhoewel dit niet werd bewezen, moesten ze toch uit dit gebied vertrekken.
Na de oorlog vertrok het paar naar het Italiaanse eiland Sicilië omdat bij Lawrence tuberculose was vastgesteld (hij zou hier later ook aan overlijden). Daarna verbleven ze nog in diverse andere landen. Von Richthofen zou tot aan de dood van Lawrence in 1930 aan zijn zijde blijven. Daarna vestigde zij zich in 1931 in de Amerikaanse plaats Taos (zij had hier al eerder samen met Lawrence toen die nog leefde een tijd doorgebracht) waar zij tot aan haar eigen dood zou blijven wonen. Zij kocht aldaar een boerderij en een stuk land die werden beheerd door een zekere Angelo Ravagli. Tijdens de Tweede Wereldoorlog verbleven ze in Mexico om politieke problemen in de Verenigde Staten te ontlopen. Na de oorlog trouwde ze in 1950 met Ravagli, niet zozeer uit verliefdheid als wel om hem daarmee een zekere verblijfsstatus te garanderen.
In 1934 publiceerde ze een - niet afgemaakte - biografie over het leven van Lawrence genaamd Not I, but the Wind. In 1964 werden postuum haar memoires uitgebracht  onder de titel Frieda Lawrence, the Memoirs and Correspondence; bij haar leven had zij deze de titel And the Fullness Thereof gegeven.
Frieda von Richthofen overleed precies op haar 77-ste verjaardag aan een beroerte.

## Trivia
Zij was een verre verwante van de bekende Duitse oorlogsvlieger uit de Eerste Wereldoorlog Manfred von Richthofen.
- Bibsys: 90162506
- Biblioteca Nacional de Chile: 000170080
- Bibliothèque nationale de France: cb12453493t (data)
- Catàleg d'autoritats de noms i títols de Catalunya: 981058612676206706
- CiNii: DA01957784
- Gemeinsame Normdatei: 118745093
- International Standard Name Identifier: 0000 0001 1069 1878
- Library of Congress Control Number: n80040152
- Nationale bibliotheek van Australië: 35294288
- Nationale Bibliotheek van Israël: 987007264332705171
- Nationale Bibliotheek van Polen: a0000001672470
- Nationale en Universitaire bibliotheek Zagreb: 000054010
- Nederlandse Thesaurus van Auteursnamen: 069159238
- Réseau des bibliothèques de Suisse occidentale: 02-A003501795
- LIBRIS: 207288
- SNAC: w6ns0ww2
- Système universitaire de documentation: 033693404
- Trove: 901006
- Virtual International Authority File: 69025728
- WorldCat: E39PBJbxB76rvcGYg3HqvD6HYP